# Jakob Grubenmann
Jakob Grubenmann (* 10. Januar 1694 in Teufen, Appenzell Ausserrhoden; † 5. Oktober 1758 in Hombrechtikon, Zürich; heimatberechtigt in Teufen) war ein Schweizer Baumeister.

## Leben
Jakob Grubenmann wurde als erster Sohn des Zimmermanns und Baumeisters Ulrich Grubenmann (1668–1736) und der Barbara Zürcher in Teufen geboren.
Grubenmann heiratete 1731 Magdalena Oertli, die Tochter des Landeshauptmanns Johannes Oertli. Jakob Grubenmann hatte zwei Söhne, Hans Jakob Grubenmann (1745–1816) und Hans Ulrich Grubenmann (1753–1805), die beide andere Berufe ergriffen.
Grubenmann war Besitzer des Gasthauses zum Hecht in Teufen mit angeschlossener Mühle. Grubenmann arbeitete sich in jungen Jahren vom Zimmermeister und Dachdecker zum bekanntesten Kirchenbaumeister für beide Konfessionen empor. In den 1720er Jahren nahm er seine jüngeren Brüder Johannes Grubenmann und Hans Ulrich Grubenmann ins Geschäft auf.
Er schuf sich besonders beim Wiederaufbau von Bischofszell nach dem Brand 1743 einen Namen. Er plante und leitete den Wiederaufbau von 1743 bis 1744 und errichtete zusammen mit seinen jüngeren Brüdern Johannes und Hans Ulrich dreizehn Wohnhäuser.
Er baute ausserdem von 1723 bis 1758 mindestens 23 reformierte und katholische Kirchen in der ganzen Ostschweiz und im nahen Ausland. Ebenfalls wurde er mit Kirchenrenovationen beauftragt. Diese Bauten führte er zumeist als Generalunternehmer durch. Zudem errichtete er diverse Profanbauten, unter anderem die Paläste Kawatzen und Baumgarten in Lindau am Bodensee.

## Werke

### Kirchen
- Speicher 1723
- Bühler 1723
- Weinfelden 1726
- Häggenschwil 1729
- Steinach 1742
- Stein AR 1749
- Sulgen 1751
- Grub AR 1752
- Eschenbach SG 1753
- St. Gallenkappel 1754
- Wald 1757
- Hombrechtikon 1758

### Profanbauten

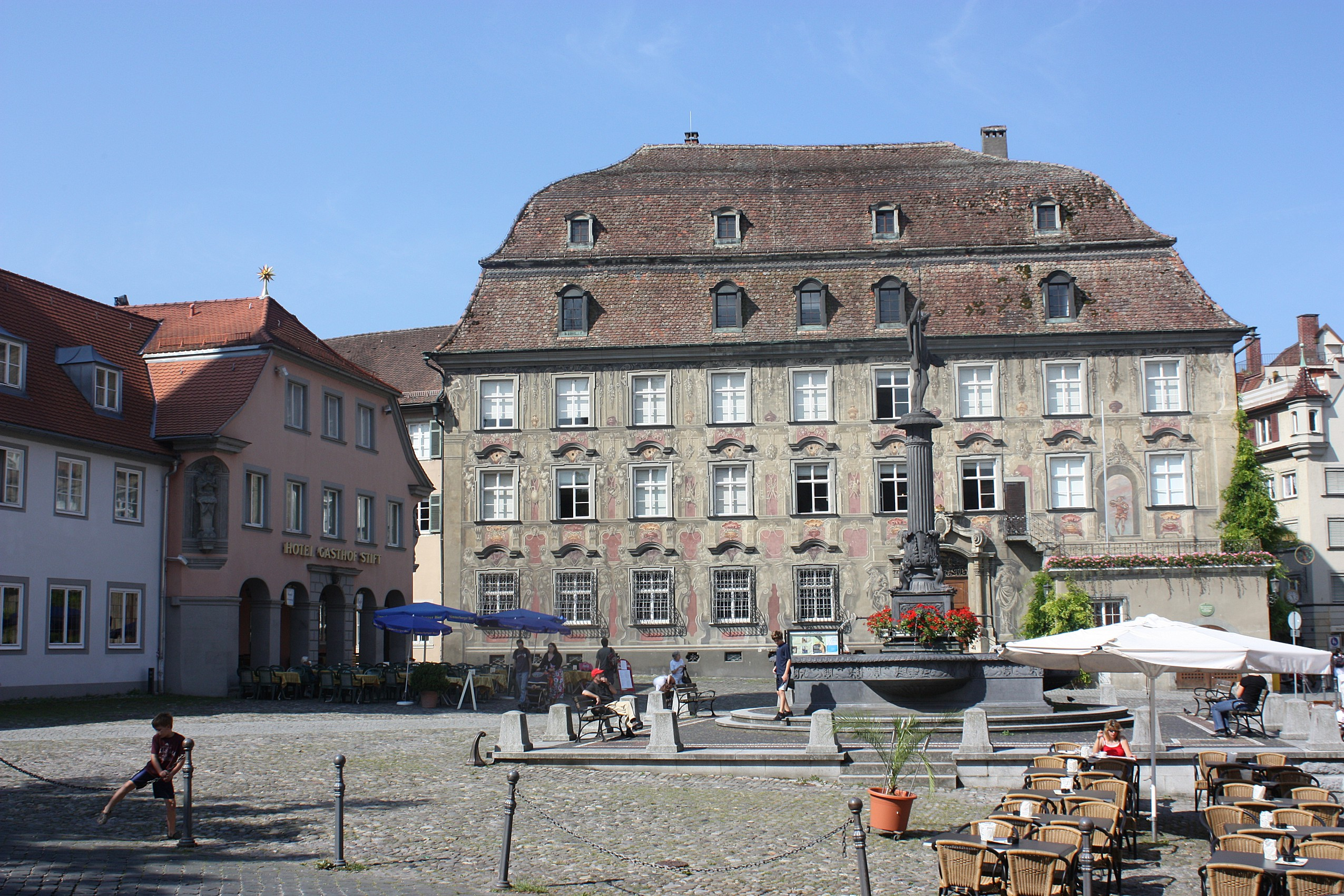
Das Haus zum Cavazzen in Lindau

- Palast Kawatzen (heute Stadtmuseum Haus zum Cavazzen) und Palast Baumgarten in Lindau im Bodensee, 1728
- Pfarrhaus Lustdorf, 1728
- Wetterhaus in Herisau, 1737
- Landsitz Heidelberg bei Bischofszell, 1744